# Tete (Stadt)
Tete ist eine Stadt am Unterlauf des Sambesi in der gleichnamigen Provinz Mosambiks.

## Geographie
Tete liegt rund 140 m über dem Meeresspiegel auf einem Plateau, das sich auf dem westlichen Ufer bis zu 30 Meter über den Strom erhebt, gegenüber der Mündung des Flusses Revuboe. Die Stadtteile am Ostufer des Stromes gehören zur Stadt Moatize.
Tete ist einer der heißesten Orte von Mosambik und hat eine hohe Luftfeuchtigkeit.
|                       | Jan  | Feb  | Mär  | Apr  | Mai  | Jun  | Jul  | Aug  | Sep  | Okt  | Nov  | Dez  |   |      |
| Mittl. Tagesmax. (°C) | 32,8 | 32,7 | 33,0 | 32,6 | 30,9 | 28,7 | 28,2 | 30,7 | 33,4 | 36,8 | 36,2 | 34,0 | ⌀ | 32,5 |
| Mittl. Tagesmin. (°C) | 23,1 | 23,4 | 22,8 | 21,5 | 18,1 | 15,2 | 15,3 | 16,7 | 20,3 | 23,4 | 24,5 | 23,5 | ⌀ | 20,6 |
|                       |      |      |      |      |      |      |      |      |      |      |      |      |   |      |
| Niederschlag (mm)     | 146  | 161  | 105  | 19   | 2    | 4    | 2    | 2    | 2    | 3    | 48   | 126  | Σ | 620  |
|                       |      |      |      |      |      |      |      |      |      |      |      |      |   |      |
| Sonnenstunden (h/d)   | 6,5  | 6,8  | 7,6  | 8,0  | 8,2  | 8,1  | 7,6  | 8,8  | 8,9  | 9,1  | 8,3  | 6,6  | ⌀ | 7,9  |
|                       |      |      |      |      |      |      |      |      |      |      |      |      |   |      |
| Regentage (d)         | 11   | 9    | 7    | 3    | 1    | 1    | 1    | 1    | 0    | 2    | 4    | 10   | Σ | 50   |
|                       |      |      |      |      |      |      |      |      |      |      |      |      |   |      |
| Luftfeuchtigkeit (%)  | 69   | 73   | 67   | 61   | 60   | 61   | 59   | 54   | 47   | 43   | 51   | 62   | ⌀ | 58,9 |

| 23,1 |

| 23,4 |

| 22,8 |

| 21,5 |

| 18,1 |

| 15,2 |

| 15,3 |

| 16,7 |

| 20,3 |

| 23,4 |

| 24,5 |

| 23,5 |

| 23,1 |

| 23,4 |

| 22,8 |

| 21,5 |

| 18,1 |

| 15,2 |

| 15,3 |

| 16,7 |

| 20,3 |

| 23,4 |

| 24,5 |

| 23,5 |

## Bevölkerung
Die Stadt hat 305.722 Einwohner (Zensus 2017).

## Geschichte
Tete war einst ein Vorposten des arabischen Handels auf dem Gebiet des Munhumutapareiches und wurde 1531 von den Portugiesen übernommen. Sie ist eine alte Garnisonsstadt und beherrscht mit Sena das Sambesital von der Mündung des Luenha bis zum 420 Kilometer (630 Flusskilometer) entfernten Indischen Ozean. Ab dem 18. Jahrhundert waren permanent 100 Soldaten hier stationiert, was die Stadt zum regionalen Zentrum der Kolonialverwaltung machte. Aus dieser Zeit stammen 30 Steingebäude, darunter eine Kathedrale, ein Krankenhaus und der Gouverneurspalast, der von einer drei Meter hohen Steinmauer umfriedet ist. Ein weiteres historisches Gebäude, die Boroma-Mission der Jesuiten, steht 32 Kilometer entfernt von Tete. Die Stadt war lange Zeit das Zentrum der Goldsucher, die von hier leicht bis nach Simbabwe sowie nach Manica und Massi Kessi vordringen konnten. Auch der Elfenbeinhandel und nach 1650 die Sklavenjagd hatten hier ein Zentrum.
Die großen Gebäude und Hotels der Kolonialzeit verwahrlosen seit dem Beginn des Bürgerkrieges 1975.

## Wirtschaft und Infrastruktur
Etwa zehn Kilometer nordöstlich von Tete, jenseits des Sambesi, liegen die wichtigsten Kohlegruben des Reviers bei Moatize, in die seit 2006 massiv investiert wurde. Der Übergang zum Tagebau im Jahr 2011 hat zu massiver Umweltbelastung geführt. Zugleich kam es zur Mietkostenexplosion bedingt durch den Wohnraumbedarf tausender zugezogener Arbeiter.
Durch Tete führt die Nationalstraße EN7, die gut frequentierte und inzwischen durchgehend asphaltiert ist und von Blantyre und Mwanza in Malawi über Tete nach Nyamapanda und bis Harare im Simbabwe führt. Die Route wird auch Tete-Korridor genannt.
In Tete spannen sich zwei Brücken über den Sambesi-Fluss: die 1973 eröffnete, zweispurige Ponte Samora Machel sowie die 2014 eröffnete und größere Ponte de Kassuende. Beide haben eine strategische Bedeutung für Tete, da sie die einzigen möglichen Überquerungen des Flusses in weiter Umgebung sind. Erst 200 km südöstlich befinden sich die Dona-Ana-Brücke, eine Eisenbahnbrücke und eine Fähre. Nach Norden 120 km flussauf steht die Staumauer des Cahora Bassa, die nur Fußgängern einen Übergang bietet.
Im Norden von Tete, auf der Stromseite von Moatize, liegt eine 2.800 Meter lange, asphaltierte Landebahn mit Flugterminal.

## Söhne und Töchter der Stadt
- Sérgio Vieira (* 1941), Jurist und mosambikanischer Politiker (FRELIMO) portugiesischer Abstammung, ehemaliger Minister
- José Castelo Branco (* 1962), portugiesischer Kunsthändler und Figur des Jetset
- Liloca (* 1985), mosambikanische Sängerin und Tänzerin